# Sloalycke
Sloalycke är en ort i Torsås socken i Torsås kommun i Kalmar län. SCB hade till 2015 för bebyggelsen i norra delen av orten avgränsat en småort namnsatt till Sloalycke norra. Från 2015 till 2023 räknas bebyggelsen som en del av tätorten Torsås, för att 2023 åter klassas som en småort